# Sri-lankische Cricket-Nationalmannschaft gegen Neuseeland in der Saison 2010
Die Spielserie der sri-lankischen Cricket-Nationalmannschaft gegen Neuseeland in der Saison 2010 fand am 22. und 23. Mai 2010 in den USA statt. Die internationale Cricket-Tour war Teil der internationalen Cricket-Saison 2010 und umfasste zwei Twenty20s. Die Serie endete unentschieden 1–1.

## Vorgeschichte
Für beide Mannschaften war es die erste Tour der Saison. Das letzte Aufeinandertreffen der beiden Mannschaften bei einer Tour fand in der Saison 2009 in Sri Lanka statt. Ursprünglich waren auf dieser Tour drei Twenty20-Spiele vorgesehen, aber wegen der schlechten Lage der Stadionbeleuchtung wurde das erste Spiel, das als Day/Night-Spiel vorgesehen war, abgesagt.

## Stadion
Das folgende Stadion wurde für die Tour ausgewählt.
| Stadt      | Land | Stadion                       | Kapazität | Spiele      |
| ---------- | ---- | ----------------------------- | --------- | ----------- |
| Lauderhill | USA  | Central Broward Regional Park | 20.000    | 1. & 2. T20 |

## Twenty20 Internationals

### Erstes Twenty20 in Lauderhill
| 22. Mai Scorecard | Lauderhill | Neuseeland 120-7 (20)          | – | Sri Lanka 92 (19.4) |
|                   |            | Neuseeland gewinnt mit 28 Runs |   |                     |

### Zweites Twenty20 in Lauderhill
| 23. Mai Scorecard | Lauderhill | Neuseeland 81 (17.3)            | – | Sri Lanka 86-3 (15.3) |
|                   |            | Sri Lanka gewinnt mit 7 Wickets |   |                       |